# 戈登 (喬治亞州)
戈登（英語：Gordon）是一個位於美國喬治亞州威爾金森縣的城市。

## 地理
戈登的座標為32°53′09″N 83°20′07″W / 32.88583°N 83.33528°W，而該地的平均海拔高度為106米（即348英尺）。

## 人口
根據2010年美國人口普查的數據，戈登的面積為14.20平方千米，當中陸地面積為14.00平方千米，而水域面積為0.20平方千米。當地共有人口2017人，而人口密度為每平方千米142.04人。